# Tercera División 2016-2017 (Spagna)
La Tercera División 2016-17 è il quarto livello del calcio spagnolo. Inizierà nell'agosto 2016 e si concluderà a fine giugno 2017 con la fase finale del play-off. Le prime 18 squadre eleggibili in ciascun gruppo giocheranno i playoff della promozione. Il campione di ogni gruppo si qualificherà per la Coppa del Re 2017-18, più le migliori 14 seconde classificate. Se il campione o la seconda classificata sono una squadra di riserva, la prima squadra non qualificata si unirà alla Coppa. In ogni gruppo, almeno tre squadre saranno retrocesse nelle divisioni regionali.

## Play-off

### Campioni
| Gruppo | Squadra              |
| ------ | -------------------- |
| 1      | Deportivo Fabril     |
| 2      | Sporting Gijón B     |
| 3      | Torrelavega          |
| 4      | Alavés B             |
| 5      | Olot                 |
| 6      | Olímpic Xàtiva       |
| 7      | Atlético Madrid B    |
| 8      | Gimnástica Segoviana |
| 9      | Atlético Malagueño   |

| Gruppo | Squadra              |
| ------ | -------------------- |
| 10     | Betis B              |
| 11     | Formentera           |
| 12     | Las Palmas           |
| 13     | Lorca Deportiva      |
| 14     | Cacereño             |
| 15     | Peña Sport           |
| 16     | CD Calahorra         |
| 17     | Deportivo Aragón     |
| 18     | Talavera de la Reina |

#### Semifinali
Partecipano le 18 squadre vincitrici dei rispettivi gironi, le 9 vincitrici verranno promosse direttamente in Segunda División B 2017-2018, mentre le 9 eliminate entreranno al secondo turno del play-off "piazzate".
| Squadra 1          | Totale | Squadra 2            | Andata | Ritorno |
| ------------------ | ------ | -------------------- | ------ | ------- |
| Sporting Gijón B   | 1 - 2  | Olot                 | 0 - 1  | 1 - 1   |
| Deportivo Aragón   | 4 - 1  | CD Calahorra         | 4 - 1  | 0 - 0   |
| Olímpic Xàtiva     | 2 - 3  | Talavera de la Reina | 1 - 0  | 1 - 3   |
| Formentera         | 3 - 0  | Alavés B             | 2 - 0  | 1 - 0   |
| Cacereño           | 0 - 2  | Deportivo Fabril     | 0 - 0  | 0 - 2   |
| Torrelavega        | 0 - 3  | Atlético Madrid B    | 0 - 1  | 0 - 2   |
| Atlético Malagueño | 1 - 4  | Gimnástica Segoviana | 1 - 0  | 0 - 4   |
| Las Palmas         | 5 - 1  | Peña Sport           | 2 - 1  | 3 - 0   |
| Betis B            | 3 - 1  | Lorca Deportiva      | 2 - 0  | 1 - 1   |

#### Verdetti
| Promossi in Segunda División B | Promossi in Segunda División B | Promossi in Segunda División B | Promossi in Segunda División B | Promossi in Segunda División B | Promossi in Segunda División B | Promossi in Segunda División B | Promossi in Segunda División B | Promossi in Segunda División B |
| ------------------------------ | ------------------------------ | ------------------------------ | ------------------------------ | ------------------------------ | ------------------------------ | ------------------------------ | ------------------------------ | ------------------------------ |
| Olot                           | Deportivo Aragón               | Talavera de la Reina           | Formentera                     | Deportivo Fabril               | Atlético Madrid B              | Gimnástica Segoviana           | Las Palmas                     | Betis B                        |

### Piazzate
| Gruppo | 2º                 | 3º                     | 4º                  |
| ------ | ------------------ | ---------------------- | ------------------- |
| 1      | Rápido de Bouzas   | Cerceda                | Bergantiños         |
| 2      | Real Avilés        | Langreo                | Tuilla              |
| 3      | Tropezón           | Laredo                 | Cayón               |
| 4      | CD Vitoria         | Durango                | Beasain             |
| 5      | Peralada           | Terrassa               | Vilafranca          |
| 6      | Alzira             | Ontinyent              | Castellón           |
| 7      | Unión Adarve       | Alcobendas Sport       | Móstoles URJC       |
| 8      | Astorga            | Unionistas             | Cristo Atlético     |
| 9      | Antequera          | Almería B              | Huétor Tájar        |
| 10     | Arcos              | Écija                  | Algeciras           |
| 11     | Poblense           | Unió Esportiva Alcúdia | Peña Deportiva      |
| 12     | UD San Fernando    | UD Santa Brigida       | Ibarra              |
| 13     | Lorca B            | Águilas                | Racing Cartagena MM |
| 14     | Badajoz            | Jerez                  | Azuaga              |
| 15     | Atlético Cirbonero | Cortes                 | Oberena             |
| 16     | Náxara             | SD Logroñés            | Anguiano            |
| 17     | Tarazona           | Utebo                  | Ejea                |
| 18     | Conquense          | Villarrobledo          | Guadalajara         |

#### Primo turno
Al primo turno partecipano tutte le squadre classificatesi al secondo, terzo e quarto posto nei rispettivi gironi. Il regolamento prevede che le seconde classificate si sfidino contro le quarte (purché di diverso girone), mentre le terze giocheranno tra loro.
| Squadra 1           | Totale          | Squadra 2              | Andata | Ritorno |
| ------------------- | --------------- | ---------------------- | ------ | ------- |
| Cayón               | 0 - 6           | Olot                   | 0 - 2  | 0 - 4   |
| Guadalajara         | 0 - 1           | Atlético Cirbonero     | 0 - 0  | 0 - 1   |
| Vilafranca          | (gfc) 2 - 2     | Unión Adarve           | 2 - 1  | 0 - 1   |
| Bergantiños         | 2 - 2 (gfc)     | Badajoz                | 2 - 2  | 0 - 0   |
| Racing Cartagena MM | 2 - 3           | Náxara                 | 1 - 1  | 1 - 2   |
| Castellón           | (gfc) 2 - 2     | Poblense               | 0 - 0  | 2 - 2   |
| Anguiano            | 2 - 2 (gfc)     | Conquense              | 2 - 2  | 0 - 0   |
| Oberena             | 2 - 2 (gfc)     | Antequera              | 2 - 1  | 0 - 1   |
| Azuaga              | 0 - 0 (1-4 dcr) | Victoria               | 0 - 0  | 0 - 0   |
| Tuilla              | 1 - 5           | UD San Fernando        | 1 - 2  | 0 - 3   |
| Móstoles URJC       | 0 - 3           | Peralada               | 0 - 1  | 0 - 2   |
| Ejea                | 1 - 3           | Arcos                  | 0 - 0  | 1 - 3   |
| Cristo Atlético     | 3 - 2           | Real Avilés            | 2 - 1  | 1 - 1   |
| Algeciras           | 1 - 1 (4-5 dcr) | Astorga                | 1 - 0  | 0 - 1   |
| Beasain             | 5 - 2           | Lorca B                | 5 - 0  | 0 - 2   |
| Huétor Tájar        | 2 - 3           | Tarazona               | 1 - 0  | 1 - 3   |
| Peña Deportiva      | 2 - 1           | Alzira                 | 2 - 1  | 0 - 0   |
| Ibarra              | 2 - 3           | Tropezón               | 1 - 0  | 1 - 3   |
| Ontinyent           | 2 - 1           | Terrassa               | 1 - 1  | 1 - 0   |
| Langreo             | 1 - 2           | Almería B              | 0 - 1  | 1 - 1   |
| Cerceda             | 0 - 0 (5-6 dcr) | Jerez                  | 0 - 0  | 0 - 0   |
| UD Santa Brigida    | 5 - 2           | Unió Esportiva Alcúdia | 4 - 0  | 1 - 2   |
| Laredo              | (gfc) 1 - 1     | Utebo                  | 0 - 0  | 1 - 1   |
| Durango             | 1 - 1 (7-8 dcr) | Écija                  | 1 - 0  | 0 - 1   |
| Cortes              | 2 - 4           | Villarrobledo          | 2 - 1  | 0 - 3   |
| SD Logroñés         | 1 - 1 (2-3 dcr) | Alcobendas Sport       | 1 - 0  | 0 - 1   |
| Unionistas          | 2 - 1           | Águilas                | 1 - 0  | 1 - 1   |

#### Secondo turno
Al secondo turno partecipano le 27 squadre vincitrici del turno precedente, più le 9 squadre eliminate dal play-off "campioni".
| Squadra 1        | Totale          | Squadra 2          | Andata | Ritorno |
| ---------------- | --------------- | ------------------ | ------ | ------- |
| Almería B        | 1 - 2           | Sporting Gijón B   | 1 - 0  | 0 - 2   |
| Laredo           | 3 - 4           | CD Calahorra       | 2 - 2  | 1 - 2   |
| Unionistas       | 1 - 5           | Olímpic Xàtiva     | 1 - 0  | 0 - 5   |
| Cristo Atlético  | 1 - 1 (5-6 dcr) | Alavés B           | 0 - 1  | 1 - 0   |
| Beasain          | (gfc) 2 - 2     | Cacereño           | 1 - 0  | 1 - 2   |
| Alcobendas Sport | 3 - 1           | Torrelavega        | 1 - 0  | 2 - 1   |
| Peña Deportiva   | 0 - 3           | Atlético Malagueño | 0 - 0  | 0 - 3   |
| Castellón        | 4 - 4 (gfc)     | Peña Sport         | 4 - 2  | 0 - 2   |
| Jerez            | 1 - 5           | Lorca Deportiva    | 1 - 1  | 0 - 4   |
| Écija            | (gfc) 3 - 3     | UD San Fernando    | 2 - 0  | 1 - 3   |
| Ontinyent        | 3 - 2           | Arcos              | 1 - 2  | 2 - 0   |
| Villarrobledo    | 2 - 2 (4-5 dcr) | Náxara             | 1 - 1  | 1 - 1   |
| UD Santa Brigida | 0 - 2           | Rápido de Bouzas   | 0 - 1  | 0 - 1   |
| Tropezón         | 1 - 5           | Astorga            | 0 - 1  | 1 - 4   |
| CD Vitoria       | 5 - 0           | Atlético Cirbonero | 3 - 0  | 2 - 0   |
| Unión Adarve     | 3 - 2           | Tarazona           | 2 - 0  | 1 - 2   |
| Peralada         | 4 - 3           | Conquense          | 3 - 0  | 1 - 3   |
| Antequera        | 3 - 4           | Badajoz            | 2 - 2  | 1 - 2   |

#### Terzo turno
Al terzo turno partecipano le 18 squadre vincitrici del secondo turno, le 9 squadre vincitrici verranno promosse in Segunda División B 2017-2018.
| Squadra 1        | Totale          | Squadra 2        | Andata | Ritorno |
| ---------------- | --------------- | ---------------- | ------ | ------- |
| Beasain          | 4 - 7           | Sporting Gijón B | 2 - 2  | 2 - 5   |
| Badajoz          | 2 - 1           | Calahorra        | 0 - 0  | 2 - 1   |
| Écija            | (4-3 dcr) 2 - 2 | Olímpic Xàtiva   | 1 - 1  | 1 - 1   |
| Ontinyent        | 3 - 3 (2-4 dcr) | Alavés B         | 3 - 0  | 0 - 3   |
| Unión Adarve     | (gfc) 4 - 4     | Badajoz          | 2 - 0  | 2 - 4   |
| Náxara           | 2 - 4           | Peña Sport       | 1 - 1  | 1 - 3   |
| Alcobendas Sport | 4 - 5           | Lorca Deportiva  | 1 - 2  | 1 - 3   |
| CD Vitoria       | (gfc) 2 - 2     | Astorga          | 1 - 0  | 1 - 2   |
| Rápido de Bouzas | (gfc) 3 - 3     | Peralada         | 1 - 1  | 2 - 2   |

#### Verdetti
| Promossi in Segunda División B | Promossi in Segunda División B | Promossi in Segunda División B | Promossi in Segunda División B | Promossi in Segunda División B | Promossi in Segunda División B | Promossi in Segunda División B | Promossi in Segunda División B | Promossi in Segunda División B |
| ------------------------------ | ------------------------------ | ------------------------------ | ------------------------------ | ------------------------------ | ------------------------------ | ------------------------------ | ------------------------------ | ------------------------------ |
| Sporting Gijón B               | Badajoz                        | Écija                          | Alavés B                       | Unión Adarve                   | Peña Sport                     | Lorca Deportiva                | CD Vitoria                     | Rápido de Bouzas               |